# أندي وولز
أندي وولز (بالإنجليزية: Andy Walls)‏ هو لاعب كرة قدم بريطاني في مركز الوسط، ولد في 2 سبتمبر 1993 في دندي في المملكة المتحدة. لعب مع ريث روفرز.

## وصلات خارجية
- أندي وولز على موقع قاعدة بيانات كرة القدم.إي يو (الإنجليزية)
- أندي وولز على موقع Soccerbase.com (لاعب) (الإنجليزية)
- أندي وولز على موقع Soccerway.com (الإنجليزية)